# Pedilus longilobus
Pedilus longilobus is een keversoort uit de familie vuurkevers (Pyrochroidae). De wetenschappelijke naam van de soort is voor het eerst geldig gepubliceerd in 1915 door Fall.